# Hypercompe indecisa
Hypercompe indecisa är en fjärilsart som beskrevs av Walker 1855. Hypercompe indecisa ingår i släktet Hypercompe och familjen björnspinnare. Inga underarter finns listade i Catalogue of Life.